# Tècnica Niemeyer-Dolan

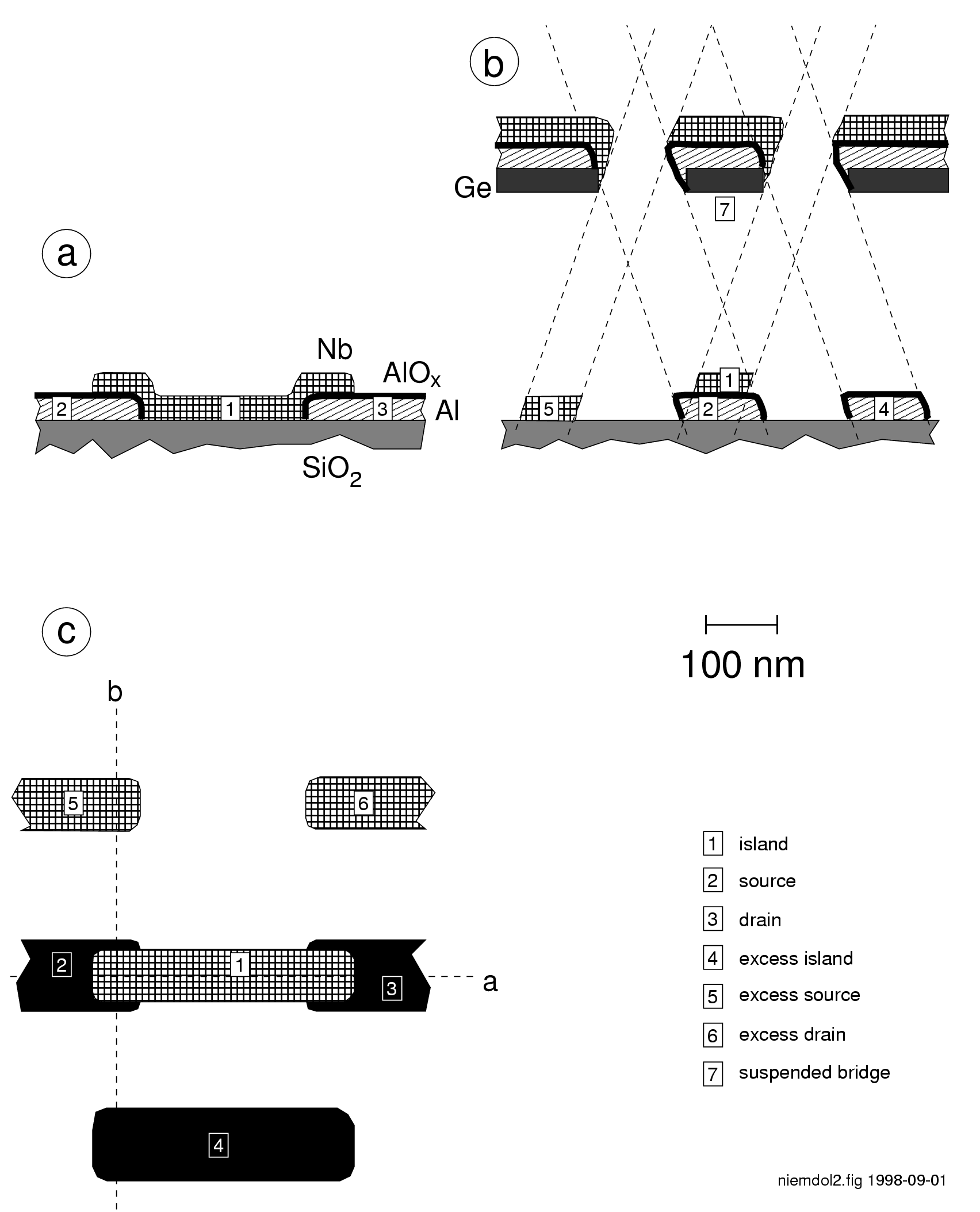
Tècnica de Niemeyer-Dolan per a la fabricació de transistors d'un sol electró. (a) Vista lateral, tallada al llarg del camí actual. (b) Vista lateral, tallada perpendicularment al camí actual, i mostrant la màscara de resistència i les capes dipositades sobre ella durant les evaporacions (canviant la seva secció transversal). (c) Vista superior, indicant els plans de tall per a les vistes a i b.

La tècnica Niemeyer-Dolan, també anomenada tècnica Dolan, evaporació angular o tècnica d'evaporació de l'ombra, és un mètode litogràfic de pel·lícula prima per crear estructures superposades de mida nanomètrica.
Aquesta tècnica utilitza una màscara d'evaporació que està suspesa per sobre del substrat (vegeu la figura). La màscara d'evaporació es pot formar a partir de dues o més capes de resistent, per permetre la creació del socavat extrem necessari. Depenent de l'angle d'evaporació, la imatge d'ombra de la màscara es projecta en diferents posicions del substrat. Escollint acuradament l'angle de cada material a dipositar, les obertures adjacents de la màscara es poden projectar sobre el mateix punt, creant una superposició de dues pel·lícules primes amb una geometria ben definida.
Els esforços per crear estructures multicapa es compliquen per la necessitat d'alinear cada capa amb les que hi ha a sota; com que totes les obertures es troben a la mateixa màscara, l'evaporació de l'ombra redueix aquesta necessitat en ser autoalineant. A més, això permet mantenir el substrat sota un buit elevat, ja que no cal augmentar la pressió per canviar entre diverses màscares. A causa dels seus inconvenients, incloses les restriccions sobre la densitat de les característiques de l'excés de material evaporat, l'evaporació d'ombra generalment només és adequada per a una integració a escala molt baixa.
La tècnica Niemeyer-Dolan s'utilitza per crear nanoestructures electròniques de pel·lícula prima de múltiples capes com ara punts quàntics i unions de túnel.